# روبرت بي. كاتلر
روبرت بي. كاتلر (بالإنجليزية: Bob Cutler)‏ هو مجدف ومهندس معماري أمريكي، ولد في 8 نوفمبر 1913 في دوفر في الولايات المتحدة، وتوفي في 1 سبتمبر 2010 في وايتينسفيل في الولايات المتحدة.

## وصلات خارجية
- روبرت بي. كاتلر على موقع الاتحاد الدولي للتجديف (الإنجليزية)
- روبرت بي. كاتلر على موقع أوليمبيديا (الإنجليزية)